# Hypopterygium concinnum
Hypopterygium concinnum là một loài Rêu trong họ Hypopterygiaceae. Loài này được (Hook.) Brid. mô tả khoa học đầu tiên năm 1827.